# Zveza bibliotekarskih društev Slovenije
Zveza bibliotekarskih društev Slovenije je prostovoljno, nevladno in nepridobitno strokovno združenje, ki povezuje bibliotekarska in druga strokovna društva (v nadaljevanju društva) ter druge pravne osebe zasebnega prava in posameznike s področja knjižnične in informacijske dejavnosti v Republiki Sloveniji in tujini. Zveza deluje na območju Republike Slovenije. Ustanovljena je bila leta 1983, s podpisom Samoupravnega sporazuma o združevanju pokrajinskih bibliotekarskih društev.
Vanjo je povezanih osem bibliotekarskih društev; ta so celjsko, mariborsko, ljubljansko, pomursko, primorsko, dolenjsko, gorenjsko ter koroško in združuje več kot 1.300 knjižničarjev in knjižničark v Sloveniji. Zveza vsako drugo leto organizira tudi zborovanje. Ima stalna in začasna delovna telesa; stalna delovna telesa so Sekcije.

## Sekcije
V okviru Zveze bibliotekarskih društev Slovenije deluje 8 sekcij, ki poleg komisij predstavljajo strokovna telesa ZBDS.

## Sekcija za šolske knjižnice

### Opis Sekcije
Sekcija za šolske knjižnice je namenjena reševanju teoretičnih in praktičnih vprašanj s področja šolskih knjižnic. Šolske knjižnice so namenjene podpori izobraževanja na ravni pred visoko šolo, zato so te knjižnice pomemben del knjižnične dejavnosti. Tako kot za vse druge vrste knjižničarjev tudi za šolske knjižničarje izobraževanje poteka na Oddelku za bibliotekarstvo Filozofske fakultete v Ljubljani
Sekcija je nastala v zgodnjih devetdesetih letih. Takrat so sprejeli prve standarde in normative za delovanje šolskih knjižnic. Še posebej pomembno pa je bilo v tistem času formiranje področnih aktivov šolskih knjižničarjev.
Sekcija uspešno opravlja svoje poslanstvo prek  določenih dejavnosti, ki so naštete v nadaljevanju. Glede problemov na delovnem področju uspešno komunicira z Ministrstvom za šolstvo in šport (MŠŠ), izvaja okrogle mize, se udeležuje posvetovanj ZBDS-ja in mednarodnih konferenc.
V preteklosti je ta sekcija določala in obnavljala standarde ter normative za šolske knjižnice, tako na področju izobraževanja kot delovanja šolskih knjižnic/knjižničarjev. Sodelovali so pri ustvarjanju knjižnične zakonodaje.
Oktobra 2004 so sklicale prvi kongres šolskih knjižničarjev.

## Sekcija za visokošolske knjižnice

### Opis Sekcije
Visokošolski knjižničarji so lastno sekcijo dobili leta 1983, na rednem strokovnem posvetovanju slovenskih knjižničarjev in hkrati 1. skupščini ZBDS, ki je potekala od 18. do 19. novembra v Ljubljani v Cankarjevem domu. Na omenjenem posvetovanju oz. skupščini so bile sprejete tudi nekatere druge nove sekcije, med njimi tudi Sekcija za specialne knjižnice.
Pri razvoju Sekcije za visokošolske knjižnice je potrebno omeniti tudi pomembno slovensko bibliotekarko in profesorice grškega in latinskega jezika Bredo Filo, njeno pomembno delo in prispevek k razvoju bibliotekarske stroke na Slovenskem - s svojim znanjem, predanostjo bibliotekarski stroki in požrtvovalnim delom je bistveno prispevala k razvoju visokošolskega knjižničarstva in knjižnic v Sloveniji.
Sekcijo za visokošolske knjižnice ZBDS združuje 56 slovenskih visokošolskih knjižnic - Univerza v Ljubljani 41, Univerza v Mariboru 8, Univerza na Primorskem 4, v okviru samostojnih visokošolskih zavodov pa delujejo 3 visokošolske knjižnice.
Sekcija za visokošolske knjižnice sicer pa je delovno telo ZBDS, tako skrbi za proučevanje in razreševanje strokovnih vprašanj skupnega pomena in podpira vsestranski in sodoben razvoj visokošolskih knjižnic ter zastopa interese zaposlenih v knjižnicah slovenskih univerz in samostojnih visokošolskih zavodov.
Sekcija za visokošolske knjižnice si prizadeva za uresničevanje naslednijh ciljev:
- pospeševanje sodobnega razvoja slovenskega knjižničarstva,
- vzpodbujanje sodelovanja med visokošolskimi knjižnicami,
- uresničevanje profesionalnih interesov zaposlenih v visokošolskih knjižnicah,
- vzpostavljanje sodelovanja med visokošolskimi knjižnicami in nosilci pedagoškega procesa na univerzah,
- krepitev ugleda visokošolskih knjižnic na univerzah in v širši javnosti.

## Sekcija za specialne knjižnice

### Opis Sekcije
Sekcijo za specialne knjižnice je na svoji 1. skupščini ustanovila Zveza bibliotekarskih društev Slovenije 19. novembra 1983.
Ustanovljena je bila z namenom preučevanja ter razreševanja teoretičnih in organizacijaskih vprašanj s področja specialnih knjižnic oz. knjižničarstva.
Pred tem so se bibliotekarji in dokumentalisti iz specialnih knjižnic, skupaj s kolegi iz visokošolskih knjižnic zbirali v okviru Društva dokumentalistov in informatorjev Slovenije ter dvakrat letno na sestankih matične službe Centralne tehniške knjižnice (CTK).
Sekcija je posebno pozornost posvečala in s tem spodbujala koordinacijo tuje literature, izgradnjo centralnih katalogov, medknjižnično izposojo. Nudila pa je tudi pomoč pri zbiranju podatkov o specialnih knjižnicah ter usposabljala nove specialne knjižnice za vključitev v knjižnični informacijski sistem (KIS).
Specialne knjižnice so vselej delovale v globalnem okolju in služile uporabnikom znotraj in zunaj meja držav, ne glede na njihovo nacionalno in kulturno pripadnost, zato jim tudi okolje delovanja v Evropski uniji ne predstavlja posebne novosti. V sekciji se še posebej zavedajo pomembnosti povezovanja in so za slednja odprti, tako podpirajo tudi nove načine povezovanja. Pogosta pa so tudi sodelovanja s sekcijo za visokošolske knjižnice saj gre za sorodno področje dela, z razliko delovanja v različnih okoljih.
Sekcija za specialne knjižnice zastopa strokovne interese knjižničnih informacijskih strokovnjakov, ki delujejo v okviru podjetij, raziskovalnih institucij, državne uprave, bolnišnic, zdravstvenih zavodov, muzejev, društev in drugih organizacij.
Sekcija za specialne knjižnice si prizadeva za uresničitev naslednjih ciljev:
- uveljavitev novih trendov, ki usmerjajo razvoj specialnih knjižnic in jih upoštevajo kot pomembni dejavnik pri uporabi in širjenju znanja ter kot aktivnega udeleženca pri upravljanju z znanjem,
- vzpodbujanje sodelovanja tako med specialnimi knjižnicami kot pri razvoju knjižnične mreže in knjižničnega sistema v Sloveniji,
- uresničevanje profesionalnih interesov zaposlenih v specialnih knjižnicah,
- ohranitev in razvoj vseh tipov specialnih knjižnic
- sodelovanje pri vzgoji mladih perspektivnih kadrov,
- krepitev ugleda specialnega knjižničarstva v javnosti.

Zgoraj naštete cilje uresničuje preko:
- organizacije bienalnih posvetovanj, pomladnih srečanj in strokovnih ekskurzij,
- s sodelovanjem v dogoverjenih skupnih aktivnostih na področju delovanja ZBDS ter dogovorjenih skupnih aktivnostih z Oddelkom za bibliotekarstvo, informacijsko znanost in knjigarstvo Filozofske fakultete v Ljubljani.

## Sekcija za splošne knjižnice

### Opis sekcije
Sekcija za splošne knjižnice je namenjena reševanju teoretičnih in praktičnih vprašanj s področja splošnih knjižnic. Kot že omenjeno deluje ta sekcija pod okvirom ZBDS. Da bi svoje delovanje bolje opredelila, je zapisala svoje cilje in način doseganja le-teh. Splošne knjižnice so zelo pomemben del bibliotekarske dejavnosti, saj gre za knjižnico namenjeno uporabnikom ne glede na njihove značilnosti.
Cilji Sekcije splošnih knjižnic so tako:
- promovirati dejavnosti splošnih knjižnic, poleg tega pa tudi širiti zavest o pomenu knjižnične dejavnosti družbi,
- pospeševati razvoj splošnih knjižnic v strokovnem smislu, poleg tega pa si prizadeva za povezovanje knjižničarje v  nacionalnem in mednarodnem okolju,
- skrb za ugled bibliotekarske stroke in bibliotekarjev.

Za dosego ciljev:
- organizira promocijske akcije in obvešča javnost o dejavnostih, ki jih izvajajo knjižnice,
- organizira izobraževanje bibilotekarjev in spodbuja izmenjavo izkušenj v smislu prakse,
- spodbuja razvoj storitev za uporabnike s posebnimi potrebami,
- vzpostavlja sodelovanje in partnerstva med knjižničarji in z različnimi organizacijami v lokalnih skupnostih,
- informira knjižničarje in spodbuja njihovo medsebojno komunikacijo.

Pomemben del njene dejavnosti so promoviranje knjižnične dejavnosti in širjenje zavesti o njnem pomenu za slovensko družbo.

### Posebnosti
20. november je dan slovenskih splošnih knjižnic. Namen tega dne je, da se promovira sodobna podoba splošnih knjižnic in širi članstvo. Pomembna vloga tega dne pa je tudi pritegniti pozornost financerjev.

## Sekcija za potujoče knjižnice

### Opis Sekcije
Sekcija je bila ustanovljena leta 1996 pod okriljem ZBDS. Prvo srečanje slovenskih bibliobusnih delavcev in ravnateljev matičnih knjižnic je Narodna in univerzitetna knjižnica sklicala 12. maja leta 1980 v Ljubljani. Prva samostojna potujoča knjižnica je bila ustanovljena leta 1971. Ustanovila jo je Lavričeva knjižnica Ajdovščina z namenom širiti knjige med oddaljene prebivalce v občini. Knjige so bile spravljene v dveh posebnih izposojevalnih kovčkih, ki sta bili postavljeni vedno na istem mestu. Prvi bibliobus je bil kupljen leta 1975, ki je bil namenjen prebivalcem občin Ajdovščine in Nove Gorice. Vsakih štirinajst dni je obiskoval približno 25 oddaljenih krajev v obeh občinah. Dve leti kasneje se je potujoči knjižnici pridružila knjižnica Cirila Kosmača Arhivirano 2016-10-15 na Wayback Machine. in število mest izposoje se je povečalo na 103. Prva leta je število izposojevališč hitro naraščalo.

Sekcija danes uspešno združuje potujoče knjižnice, ki obiskujejo kraje na obrobju večjih mest: Ljubljane, Maribora, Nove Gorice, Tolmina, Ajdovščine, Kopra, Postojne, Novega Mesta, Tržiča, Murske Sobote, Ptuja, Kamnika in Domžal. V vseh letih delovanje je Sekcija za potujoče knjižnice organizirala 14 strokovnih srečanj in številne strokovne ekskurzije.
Sekcija za potujoče knjižnice je ena izmed stalnih teles Zveze bibliotekarskih društev Slovenije. Njen namen je povezovanje potujočih knjižnic], ki delujejo na različnih koncih Slovenije. Društvo vsako drugo leto organizira strokovno srečanje. Sekcija izdaja tudi svoj časopis imenovan Potujoče novice. Predsednica sekcije je od leta 2005 Barbara Cesar.

## Sekcija za domoznanstvo in kulturno dediščino

### Opis Sekcije
Sekcija za domoznanstvo in kulturno dediščino sodi med mlajše sekcije v ZBDS. Ustanovljena je bila leta 1997 v Portorožu, na 12. skupščini ZBDS. Njen prvi predsednik je bil Branko Gorupevšek. S svojimi aktivnostmi in programom pa je sekcija pričela leto kasneje. Njen prvi cilj je bil izdelava popisa takratnega stanja domoznanske dejavnosti v Sloveniji. Stanje je bilo predstavljeno na okrogli mizi na posvetovanju ZBDS v Celju v oktobru leta 1998. Leta 2001 je vodenje Sekcije za domoznanstvo prevzela Vlasta Stavbar, ki sekcijo vodi še danes.
 Namen Sekcije za domoznanstvo in kulturno dediščino je vzpostavitev sodelovanja med slovenskimi domoznanci v različnih knjižnicah, reševati probleme in vprašanja, do katerih pride pri izvajanju domoznanske dejavnosti, ki so zbiranje, obdelovanje in hranjenje domoznanskega gradiva. Sekcija se povezuje s sorodnimi institucijami kot so muzeji, arhivi, galerijami in društvi, katerih dejavnost je ravno tako domoznanska. Prav tako sekcija organizira strokovna posvetovanja o domoznanskih vprašanjih ter predstavljanju njihovih rezultatov, pobud in želja strokovni javnosti.

## Sekcija za izobraževanje in kadre

### Opis Sekcije
Velja za razmeroma mlado obliko delovanja pod okriljem ZBDS-ja, saj je bila ustanovljena šele pred dvema letoma. Prvenstven namen je izobraževanje.

## Sekcija študentov bibliotekarstva

### Opis sekcije
Ustanovljena leta 1997 na strokovnem posvetovanju v Portorožu. Prva je bila za predsednico izvoljena Martina Kerec. Začetek delovanja je zahteval obveščanje študentov o Sekciji ter vzpostavitev organizacijske strukture. Načrte začrtane že v času kluba študentov bibliotekarstva (BIBLIOFF), so zato začeli resno izvajati šele z letom 1999. Prvi izmed idej, ki sta se dejansko izvršili sta bili izhajanje študentskega glasila Bibliotekarčkov Štubidu in navezava stikov s študenti iz drugih držav. Hkrati so bodoči bibliotekarji prvič dobili možnost organizirati ter prav tako izvesti strokovna posvetovanja ZBDS. 
Osnovni namen Sekcije je povezovanje študentov bibliotekarstva, na Oddelku za bibliotekarstvo, informacijsko znanost in knjigarstvo, Filozofske fakultete v Ljubljani. Poleg tega se želi tudi ustvariti mrežo poznanstev iste stroke izven meja. Posledično naj bi se pridobilo več znanja, ki ga študentje med samim študijem ne morejo. Cilja sekcije obsegata obiske različnih knjižnic, istočasno pa se spodbuja k vpisu študentov v eno izmed bibliotekarskih področnih društev.

### Aktivnosti znotraj Sekcije

#### Simpozij BOBCATSSS
Vsakoletni mednarodni simpozij, ki ga organizirajo študentje evropskih univerz s področja bibliotekarstva, informacijske znanosti in raziskovanja. Slovenski študentje bibliotekarstva so se ga prvič udeležili leta 1998, ko je potekal v Budimpešti. Z njihove strani je bila takrat predstavljena raziskava na podlagi dveh referatov, pod mentorstvom dr. Darje Piciga. Dokaj uspešnemu prvemu, je sledil drugi tak simpozij in sicer v Bratislavi. Po končanem BOBCATSSS-u so o dogajanju in novih izkušnjah študentje poročali na oddelku. Zanimanje je postajalo vedno večje, saj se je 8. simpozija v Krakovu udeležilo kar nekaj študentov in to z dvema pomembnima prispevkoma. Tam se je oblikovala tudi ideja zdajšnjemu predstojniku oddelka dr. Primožu Južniču. Simpozij naj bi bil organiziran tudi v Sloveniji, kar se je čez dobri dve leti zares zgodilo. Pred tem je srečanje potekalo v Litvi leta 2001, vendar bolj v znamenju priprav na slovenski BOBCATSSS. Edino posvetovanje, ki so ga slovenski študentje bibliotekarstva izpustili je bilo v Rigi.

#### Strokovne ekskurzije
So del programa skoraj od samega začetka študija bibliotekarstva. Najprej so jih organizirali profesorji izključno za študente 3. in 4. letnika (velja še za star sistem študija). Obiskovalo se je pomembnejše slovenske knjižnice (Štajerski samostani, Univerzitetna knjižnica Maribor, knjižnica v Pleterjah) kot tudi nekatere knjižnice v tujini (Dunaj, Zamejska Slovenija). Oddelek je konec devetdesetih let postopoma začel prepuščati organizacijo študentom. Po nekaj letnem premoru zaradi simpozijev BOBCATSSS in izmenjave študentov, je bil leta 2000 že skrajni čas za ponovno ekskurzijo. Potekala je en dan in sicer v knjižnicah Severne Primorske. Temu dogodku je zopet sledilo obdobje zatišja, vse tja do leta 2004. Od takrat naprej ekskurzije potekajo vsako leto. Študentje hodijo na oglede knjižnic predvsem v tujino. Prek tega jim ni omogočeno samo spoznavati bibliotekarsko stroko drugje po svetu, ampak se soočijo tudi s procesom organizacije. Bili so že na Dunaju, v Gradcu, Firencah, Boloniji, Salzburgu in Münchnu. Marca 2011 pa so kljub velikim stroškom obiskali Rim.
- Ekskurzija Rim 2011
- Ekskurzija Rim 2011
- Ekskurzija Rim 2011

#### Povezovanje študentov izven meja
Izmenjave študentov omogoča ravno prej omenjeni BOBCATSSS. Ta aktivnost poleg razpravljanja o aktualnih tematikah, ponuja izvrstno priložnost za srečanje, druženje in spoznavanje študentov ter profesorjev iz drugih držav. Ko so bili študentje že drugič udeleženi na omenjenem posvetovanju, so navezali kontakte s študenti istega področja iz Zagreba. Tuji oddelki, s katerimi so bili v stiku slovenski študentje so se iz leta v leto spreminjali. Prva zabeležena izmenjava je potekala torej v Zagrebu, druga v Zagrebu in Osjeku, tretja pa izključno v Osjeku. Čeprav so se udeleženci in kraji spreminjali, je sam način izvedbe izmenjave ostal enak. Gostitelji so gostujoče študente in njihove profesorje sprejeli na matični fakulteti ter jim predstavili oddelek. Prav tako so pripravili ogled najpomembnejših knjižnic v okolici - poskrbljeno je bilo za strokovno plat.

#### Revija študentov bibliotekarstva
Njen nastanek povezujemo s Klubom študentov bibliotekarstva. Leta 1997 je bil razpisan natečaj za izbiro imena in logotipa,vendar se je ta lahko realiziral šele v okviru prve družabne prireditve na oddelku (BOBCATSSS po BOBCATSSS-u). Začetki revije so bili zaradi pomanjkanja finančnih sredstev skromni, zato naj bi izhajal samo list o dogodkih na oddelku. Ob pomoči sponzorjev pa je študentom le uspelo. Prvič je t. i. revija Štubidu (prej Bibliotekarčkov Štubidu)izšla leta 2000 v 250 tiskanih izvodih. Izhaja še danes in je namenjena študentom ter profesorjem oddelka. Sestavljajo jo strokovni in literarni prispevki ter novice.

#### Bralni klub
Pobudnica bralnega kluba je bila oddelčna bibliotekarka, gospa Hedvika Pavlica Kolman. Prve dve leti od ustanovitve, leta 1999 in 2000 ga je vodila sama. Glavna nit srečanj je bila strokovna bibliotekarska literatura. Preko tega so študenti lahko spoznavali preteklost bodoče profesije, o njej razmišljali, argumentirano razpravljali, posledično pa razvijali retorične sposobnosti. Prvo leto so jim bili predstavljeni dosežki Pirjevca in Dolarja, drugo leto pa ženski spol delujoč na tem področju Šlajpahova in Steletova. Tretje leto obstoja bralnega kluba je prineslo nekaj sprememb. Vodstvo bralnega kluba so prevzeli študentje kar traja še zdaj, poleg tega pa se obravnava druga tematika-romani. Čas namenjen bralnemu klubu poteka v obliki pogovora o vnaprej določenem delu.

#### Študenti za študente

##### Bibliokomunikacija
Je komunikacijska lista študentov bibliotekarstva. Deluje kot digitalna oglasna deska, kjer lahko študentje obveščajo ostale kolege o dogajanju na oddelku, prosijo za pomoč pri študiju, ali objavljajo kakršnekoli bibliotekarske novice. Zaradi enostavne   uporabe je še danes razširjena med študenti oddelka.

##### Spletna stran študentov bibliotekarstva
Prva spletna stran študentov bibliotekarstva - Spletnica, je nastala leta 2002. Po dveh letih se je preselila na strežnik fakultete in se preimenovala v Spletno stran študentov Oddelka za bibliotekarstvo, informacijsko znanost in knjigarstvo. Vsebinsko in oblikovno jo ureja Primož Bevc skupaj s Sekcijo. Na strani so bolj podrobno predstavljene dejavnosti študentov, osebje oddelka, dogodki, knjižnica, urniki, študij v tujini, način pisanja diplome, tečaji, nudi pa še informacije za vse tiste, ki jih zanima ta študij. Prevedena je v angleščino in nemščino.